# Todd Peterson
Joseph Todd Peterson (Washington, 4 febbraio 1970) è un ex giocatore di football americano statunitense che ha militato nel ruolo di placekicker nella National Football League (NFL).

## Carriera
Peterson fu scelto nel corso del settimo giro (177º assoluto) del Draft NFL 1993 dai New York Giants ma non debuttò fino alla stagione successiva con gli Arizona Cardinals, dove disputò due partite. Nel 1995 firmò con i Seattle Seahawks con cui disputò le migliori stagioni in carriera e di cui detiene ancora alcuni record di franchigia. Nel 2000 si trasferì ai Kansas City Chiefs, dove passò due annate, prima di firmare per un'unica stagione con i Pittsburgh Steelers nel 2002. Nel 2003 e 2004 fu membro dei San Francisco 49ers, prima di trascorrere un'ultima stagione nel 2005 con gli Atlanta Falcons. Peterson fu premiato come uomo dell'anno della NFL nel 1996 mentre giocava a Seattle e fece parte per tre mandati dell'associazione giocatori della lega.

## Record dei Seattle Seahawks
- Maggior numero di field goal tentati, stagione: 40 (1999)[2]
- Maggior numero di field goal segnati, stagione: 34 (1999)[3]
- Miglior percentuale sugli extra point, carriera (min. 100 tentativi): 100,0[4]